# Tom Pérez
Thomas «Tom» Edward Pérez (Búfalo, Nueva York, 7 de octubre de 1961) es un político y abogado estadounidense. Fue presidente del Comité Nacional Demócrata desde el 25 de febrero de 2017 hasta el 21 de enero de 2021, siendo el primer hispano en ocupar el cargo. Anteriormente fue jefe del Departamento de Trabajo de los Estados Unidos de América en el gobierno del presidente Barack Obama entre julio de 2013 y enero de 2017.
Nació en Buffalo, hijo de inmigrantes de la República Dominicana. Estudió en la Brown University, Harvard Law School y la John F. Kennedy School of Government.